# Fraunberg
Fraunberg er en kommune i Landkreis Erding i Regierungsbezirk Oberbayern i den tyske delstat Bayern.

## Geografi
Fraunberg ligger i Region München cirka 10 km nordøst for landkreisens administrationsby Erding, 22 km nordvest for Dorfen, 14 km syd for Moosburg an der Isar og 19 km fra Flughafen München.
I kommunen er der 42 landsbyer og bebyggelser; De største er Fraunberg (ca. 650 indbyggere), Grucking (ca. 220 indbyggere), Reichenkirchen (ca. 450 indbyggere), Riding (ca. 130 indbyggere), Maria Thalheim (ca. 560 indbyggere) og Tittenkofen (ca. 250 indbyggere).
- Wikimedia Commons har flere filer relateret til Fraunberg